# Fantasia: Live in Tokyo
Fantasia: Live in Tokio es un álbum en vivo de la banda británica de rock progresivo Asia y fue publicado por Eagle Records en 2007.    El DVD de dicho álbum fue lanzado en septiembre del mismo año por la misma discográfica.
Este álbum en directo fue grabado durante un concierto que se realizó en Tokio, Japón, en 2007, por motivo de la gira del 25.º aniversario de la banda y el reencuentro de sus miembros originales, John Wetton, Geoff Downes, Carl Palmer y Steve Howe, los cuales se reunieron en 2006.
En este concierto, Asia interpretó temas de otras bandas, como «Roundabout» de Yes, «Video Killed the Radio Star» de The Buggles, «The Court of the Crimson King» de King Crimson y la canción «Fanfare for the Common Man» de Aaron Copland (la cual fue grabada por Emerson, Lake & Palmer).

## Lista de canciones

### Disco uno
| Side one |                                |                                                       |          |  |
| N.º      | Título                         | Escritor(es)                                          | Duración |  |
| 1.       | «Time Again»                   | John Wetton / Geoff Downes / Carl Palmer / Steve Howe | 5:14     |  |
| 2.       | «Wildest Dreams»               | Wetton / Downes                                       | 5:36     |  |
| 3.       | «One Step Closer»              | Wetton / Downes                                       | 4:20     |  |
| 4.       | «Roundabout»                   | Jon Anderson / Howe                                   | 8:41     |  |
| 5.       | «Without You»                  | Wetton / Howe                                         | 5:44     |  |
| 6.       | «Cutting It Fine»              | Wetton / Downes / Howe                                | 6:24     |  |
| 7.       | «Intersection Blues»           | Howe                                                  | 3:39     |  |
| 8.       | «Fanfare for the Common Man»   | Aaron Copland                                         | 7:34     |  |
| 9.       | «The Smile Has Left Your Eyes» | John Wetton                                           | 3:39     |  |

### Disco dos
| Side one |                                            |                               |          |  |
| N.º      | Título                                     | Escritor(es)                  | Duración |  |
| 1.       | «Don't Cry»                                | Wetton / Downes               | 4:29     |  |
| 2.       | «The Court of the Crimson King»            | Ian McDonald / Peter Sinfield | 5:01     |  |
| 3.       | «Here Comes the Feeling»                   | Wetton / Downes               | 5:39     |  |
| 4.       | «Video Killed the Radio Star»              | Geoff Downes                  | 4:39     |  |
| 5.       | «The Heat Goes On / Carl Palmer Drum Solo» | Wetton / Downes               | 9:14     |  |
| 6.       | «Only Time Will Tell»                      | Wetton / Downes               | 5:00     |  |
| 7.       | «Sole Survivor»                            | Wetton / Downes               | 6:52     |  |
| 8.       | «Ride Easy»                                | Wetton / Howe                 | 5:27     |  |
| 9.       | «Heat of the Moment»                       | Wetton / Downes               | 8:25     |  |

## Formación

### Asia
- John Wetton — voz principal, bajo y guitarra acústica
- Geoff Downes — teclados y coros
- Carl Palmer — batería
- Steve Howe — guitarra acústica y guitarra eléctrica

### Personal técnico
- Asia — productor de audio
- Phil Carlson — productor ejecutivo
- Martin Darvill — productor ejecutivo
- Steve Rispin — mezclador
- Ray Staff — masterizador
- Mike Inns — fotógrafo
- Ian Page — técnico de sonido
- Bruce Pilato — encargado de mercadotecnia y relaciones públicas